# Jiefang (socken i Kina, lat 30,14, long 103,25)
Jiefang (kinesiska: 解放乡, 解放) är en socken i Kina. Den ligger i provinsen Sichuan, i den sydvästra delen av landet, omkring 97 kilometer sydväst om provinshuvudstaden Chengdu.
Genomsnittlig årsnederbörd är 1 442 millimeter. Den regnigaste månaden är juli, med i genomsnitt 387 mm nederbörd, och den torraste är januari, med 12 mm nederbörd.